# Maria Wern – Pojke försvunnen
Maria Wern – Pojke försvunnen är den fjärde långlfilmen om kriminalinspektören Maria Wern. Filmen är baserad på Anna Janssons roman med samma namn som utkom 2007. Med i rollistan finns förutom Eva Röse även Allan Svensson, Peter Perski, Ulf Friberg och Tanja Lorentzon.

## Handling
En tioårig pojke försvinner från en middag i Herrvik på Gotland. Innan middagen hade han cyklat med en stulet kranium på pakethållaren. Samtidigt en annan pojke försvinner från ett flyktingläger. Det blir upptakten till en rad skrämmande händelser på den gotländska landsbygden, där en serie brutala mord avlöser varandra. Och det som börjar med ett sökande efter försvunna barn, leder Maria Wern och hennes kolleger allt djupare in i en härva av dolda agendor, personliga svek – och kopplingar till internationell kriminalitet. För under det lilla fiskelägets idylliska yta vilar hemligheter som snart visar sig farligare än någon velat tro...

## I rollerna
- Eva Röse – Maria Wern
- Allan Svensson – Hartman
- Peter Perski – Arvidsson
- Ulf Friberg – Ek
- Tanja Lorentzon – Erika
- Oscar Pettersson – Emil Wern
- Matilda Wännström – Linda Wern
- Lotta Thorell – Marianne Hartman
- Noa Samenius – Andreas
- Tintin Anderzon – Charlotta
- Ann-Charlotte Franzén – Susanne Ahl
- Anders Ekborg – Martin Ahl
- Kristoffer Sålfors – Oscar Ahl
- Leo Danielsson Falenius – Petter Bengtsson
- David Dencik – Adam Kossack
- Fredrik Dolk – Lars Bengtsson
- Benny Haag – Tommy Nilsson
- Saveli Westin – Sasha
- Boris Glibusic – Viktor Godkin
- Helena Nizic – Nadja
- Bert Gradin – Kicke Lundin